# ガリゲル
『ガリゲル』は、読売テレビで2010年4月6日から2019年9月29日まで放送されていたバラエティ番組である。当初は水曜日未明（火曜日深夜）の放送で、かつてはNTTドコモの一社提供番組であった。以前の番組名は『つながりファンタジー いつも!ガリゲル』だったが、変更時期は不明。

## 概要
『西田二郎の無添加ですよ!』の兄弟番組 として、人と人とのつながりをテーマに、つながりが失われつつある現代の中で人のつながりを再発見していく番組。
初期は、番組では芸人たちが人とのつながりを広げていくさまざまな企画に挑むVTRを放送。スタジオパートは、人とつなガリ、人をつなゲル妖精・ガリゲルが棲む「ガリゲルの森」に、森の住人であるキングコングの西野亮廣と読売テレビアナウンサーの吉田奈央とともにゲスト出演者が集まる設定で、VTRを見ながらトークを繰り広げていた。
2019年9月29日（28日深夜）をもって終了。9年半の歴史に幕を閉じた。

## 出演者

### 終了時点

#### MC
- 西野亮廣（キングコング）

#### レギュラー
- 武井壮

#### ガリゲルファミリー
#412（2018年8月18日放送）でガリゲルファミリーと呼ばれた、頻繁に出演する芸人たち。#421（同年10月27日放送）では和牛が言及された。
- 銀シャリ（2017年5月6日 - ）
- 天竺鼠
- 尼神インター
- さや香
- 和牛

#### スタジオゲスト
- 吉木りさ（2014年9月13日 - ）
- 木下ひなこ（2014年9月13日 - ）
- 岸明日香
- 今井華
- ラブリ
- 佐野ひなこ
- おのののか
- 近藤夏子
- 朝比奈彩
- 泉里香

#### ナレーション
- 山本百合子 - オープニングの親子の会話・母親役（ - 2010年9月）、提供読み
- 皆川勇仁 - オープニングの親子の会話・子供役（ - 2010年9月）
- 高杉'Jay'二郎 - 企画VTR
- 三浦隆志（読売テレビアナウンサー） - 企画VTR、ガリガリゲル「アニメ大喜利」
- 宮原永海

### 過去

#### MC
- 吉田奈央（読売テレビアナウンサー）

#### レギュラーゲスト
- 高橋ジョージ

#### スタジオゲスト
- ムーディ勝山（武井壮100km走破 ありがとうの旅・ドライバー)

## おもな企画

### 継続実施の企画
47都道府県ありがとうの旅（2010年5月4日 - ）
井上裕介（NON STYLE）と本野大輔（読売テレビアナウンサー）が全国各地を回りながら、街の人たちにありがとうを電話で伝えてもらう企画。電話の相手がいる都道府県が井上と本野の次の目的地となり、47都道府県制覇でゴールとなる。2日目は仕事の都合でロケに参加できない井上の代わりにチャド・マレーンがパートナーとなった。3日目は井上が戻ってきたが、クリス松村 もロケに参加。4日目は本野の代わりに小林杏奈（読売テレビアナウンサー）がロケに参加。5日目は井上の相方、石田明とmisono が参加。6日目は石田と道端ジェシカが参加。
芸能界ひみつの携帯メモリー→芸能界ヒミツの携帯メモリーバトル（2010年10月26日 - ）
ゲスト出演者が携帯電話にメモリー登録している芸能人を一人挙げ、他のゲスト出演者と西野がメモリー登録しているかどうかを答えていく。各自ガリゲルくんのクッションを持っていて、入っていない時は出題者にそれを渡す。
板尾サイクル（2010年11月2日 - ）
板尾創路が故郷の富田林市で街行く人を荷台つき自転車に乗せ、目的地まで送り届ける企画。西川のりおが出演した番組『押して!』がベースとなっている。
噛んだら下車 自腹タクシーの旅（2010年11月9日 - ）
西野亮廣と久本雅美が東京都・神田駅からタクシーに乗り、大阪まで目指す企画。二人は車中でフリートークを繰り広げ、噛んだ時点で降車し、そこまでのタクシー代は噛んだ人が自腹で支払わなければならない。
ニッポン同名Walker（2011年7月19日 - ）
日本の2カ所で同じ地名の場所をそれぞれの出演者が訪ね、地元の人と触れ合い、特徴や魅力を伝える。取材内容は『関西ウォーカー』に掲載される。2011年12月29日にはこのコーナーのみのスペシャル番組が朝に放送された。
日本全国言われる飯（マンマ）（2012年6月19日 - ）
全国各地で街行く人に「今まで食べた料理の中で忘れられない味は何ですか」と質問し、その人の情報を頼りに実際に食べた店を探し出して、その料理を食べる。
100個集める!シリーズ（2013年4月27日 - ）
街行く人にインタビューし、あるテーマで100種類のものを集める。第1弾は京都の外国人が知っている日本語、第2弾は沖縄で0歳から100歳までの人。第3弾は大阪で、日本で多い名字上位100の人。第4弾はタイで、知っている日本語。

### 不定期の短期企画
つながりワンシーン（2010年4月6日 - ）
ゲスト出演者がつながりを感じたワンシーンにまつわるエピソードを語っていく。
おかんおんぶ（2010年4月27日 - ）
芸人が母親をおんぶしながら思い出の場所を巡り、感謝の気持ちを伝える企画。初回は石田明（NON STYLE）、第2回はダイアモンド☆ユカイ。
商店街売れ残り100年ツアー（2010年7月13日、8月17・24日）
後藤輝基（フットボールアワー）・モンスターエンジン・山本隆弥（読売テレビアナウンサー）・植村なおみ（読売テレビアナウンサー）が商店街にある店舗を訪ね、売れ残っている商品を100年分探す企画。最後に当時のヒット曲をBGMに、1年を1秒に換算した秒数分だけ店舗・商品のPRを行う。第1弾は千林商店街、第2弾は千日前道具屋筋商店街。
あいたい（2010年10月12・19日、2010年12月21・28日、2011年3月1日）
愛し合う男女が連絡を取り合わずに思い出の場所で出会えるかを試す企画。彼女側に須藤元気→西野亮廣→杉浦太陽、彼氏側にAKINAがサポーターにつき、2人の思い出の場所をそれぞれ5箇所巡りながら、お互いの愛を確かめ合う。
ガリゲル!ウワサの携帯アプリ（2011年1月18日 - ）
話題になっている携帯電話のアプリをスタジオ出演者で楽しむ企画。
拝啓! わたし（2011年2月22日 - ）
ゲストが自分宛ての手紙をスタジオで朗読する企画。
なぜか離島へ（2011年3月8日 - ）
離島での休暇をプレゼントされることになったNON STYLEが、岡山県の笠岡港から別々の島へ渡り、休暇中に相方の存在について考えるのかを探る企画。その後、キングコング、ライセンス、オリエンタルラジオとシリーズ化されている。
アニメ大喜利（2012年4月3日 - ）
読売テレビのアニメの一場面に、芸人が吹き替えでおもしろいセリフを言う。
夜どうなってんの?（2012年9月25日 - ）
ある地域を昼に散策して気になった場所を夜になってからもう一度訪れ、街の表情にどんな変化があるのかを探っていく。
ほろり動画シアター（2014年8月23日 - ）
海外のほろりとさせる映像をスタジオで見てみんなで泣く。
ガリゲル 切り取りドン!（2015年2月21日 - ）
曲名を当てる早押しクイズだが、イントロが流れるのではなく、曲が始まって何分何秒後かをあらかじめ指定し、そこから曲が1秒かかる。
キュンキュングランプリ（2015年2月8・15日、5月24・31日）
2人の男性芸能人がそれぞれ1日デートを行い、相手の女性をいかにキュンとさせられるかを競う。前・後編に分かれた2週単位の企画で、第1回はスピードワゴン、第2回は小峠英二（バイきんぐ）と井上裕介（NON STYLE）が挑戦した。

### 単発企画
京都 満腹100円グルメ（2010年6月29日）
石田明（NON STYLE）・ダイアン・林マオ（読売テレビアナウンサー）・森武史（読売テレビアナウンサー）が京都にある飲食店を訪ね、料理人に自慢の料理を100円分振る舞ってほしいとお願いをする企画。代金の支払いは各自で自腹となる。
芸人同期飲み会（2010年8月31日）
西野が同期であるNSC22期生の芸人、石田明（NON STYLE）・西澤裕介（ダイアン）・山里亮太（南海キャンディーズ）・中山功太と飲み会を行い、気ままに語り合う企画。本編および続きは携帯サイトから見ることができる。
京都といえば…観光（2010年9月7日）
石田明（NON STYLE）・ダイアン・林マオ（読売テレビアナウンサー）・森武史（読売テレビアナウンサー）が京都在住者に観光客に知られていないおすすめの観光スポットを尋ね、番組独自のベスト5を発表する企画。京都在住者の中から各順位のランキング決定者を選び、その人がおすすめするベスト5の中から選ばれたランキングがガルゲル独自のランキングに反映される（例えば、第5位の決定者がおすすめするベスト5で、第5位に選んだものがそのままガリゲル独自のランキングでも第5位となる）。併せてリクルートの旅行専門雑誌『じゃらん』編集部の協力のもと入手した『じゃらん』読者に人気の京都といえばベスト5を紹介。
幸せってなんですか?（2010年12月7日）
芸人やミュージシャンなど、さまざまな人々に「幸せとは何か?」を尋ねる。
輝いてるね…（2011年1月25日・2月2日）
「なぜ輝く人がいて、そうではない人がいるのか?」という疑問から、楽しんごと川田裕美（読売テレビアナウンサー）を番組スタッフが丸1日密着取材し、二人が輝いている理由を探る企画。
ありがとう漫才（2011年2月9・16日）
M-1グランプリ2010で準優勝したスリムクラブが故郷の沖縄に帰省し、両親や恩師たちの前で、感謝の気持ちを込めて漫才を披露する企画。
全国5都市対抗 最高の夕日が見られるのはどこ（2014年4月19日・26日）→日本列島テレビ局最高の夕日さがし（2015年11月14日・21日）
当番組を放送するうちの何局かのアナウンサーらが、同じ日にロケをし、地元の夕日スポットで、どの局が最も美しい夕日を撮影できるかを競う。
大阪環状線サインWALKER（2014年5月17日・24日、2016年3月5日・12日・19日）
2つの芸能人チームがそれぞれ大阪駅と天王寺駅から出発し大阪環状線を半周する。駅周辺を歩きサインを求める人が現れると次の駅に進むことができる。先に相手のスタート地点に着いた方が勝ち。2014年版は銀シャリとデニスが対戦。2016年版は東軍（東京在住芸人）の西野亮廣、石田明、博多大吉と西軍（大阪在住芸人）の矢野勝也、スーパーマラドーナの対戦。
世界で買ったらそれナンボ?（2014年5月31日）
海外の1つの国に行き、いろいろなものの値段を聞いて回り、スタジオで当てる。ルーレットのように「5円以下」から「1億円以上」までの29区画にチップを置く。
西野亮廣の世界の人に会いましょう!（2014年9月6日）
アメリカの雑誌の「世界の観光都市人気ランキング」で京都が1位になったことを記念し、西野が京都で外国人観光客に声をかけ、1日で世界のすべての国・地域の人を見つけることを目指す。
お庭でキャンプ（2014年11月29日・12月6日）
ライセンスが街で、家に庭のある人を見つけ、その庭で一晩キャンプさせてもらう。

### 視聴者参加可能企画
日本全国ガリゲル 一番ルーレット（2010年8月3日・24日、10月26日・11月2日）
スーパー玉出で販売している商品の一世帯の消費量が日本一の都道府県（最終問のみ最下位の都道府県）を予想し、千原せいじとフルーツポンチがルーレットの要領で軍資金となるガリゲルコイン（初めに各自30枚ずつ支給）を賭ける。ガリゲルコインの配当は、第1位の都道府県を当てると47倍、北海道・東北、関東、中部、近畿、中国・四国、九州・沖縄の6つのブロックを当てると6倍、東・西のいずれかを当てると2倍となる。ディーラーの小林杏奈（読売テレビアナウンサー）が正解を発表。予想は視聴者も携帯サイトから参加可能。
初取材の旅（2010年9月21日）
千原せいじ・フルーツポンチ・小林杏奈（読売テレビアナウンサー）が虫取り網と虫カゴを持って新世界のお店を訪れ、そのお店が初取材か既に取材済かという二択問題を出題。初取材の場合は、店員を虫取り網で捕獲後、お店の名前が入ったものを貰って虫カゴに入れ、お店の前に「祝!初取材」のステッカーを貼って記念撮影をする。予想は視聴者も携帯サイトから参加可能。

### 完結した企画
沖縄移住 百年の旅（2010年6月15日・22日）、沖縄移住100年の旅（2015年5月9日・16日）
「人生を考えるシリーズ」と銘打った企画。モンスターエンジンと愛実が那覇市・国際通りをスタートし、沖縄に移住してきた人たちの生活に触れ、人生の選択について考え直す。3人が沖縄への移住歴を聞き（夫婦の場合はそれぞれの移住歴を合計）、1年を1kmに換算し、最終的に100年分、100km北へ向かって横断していく。移動には自転車を使う。2015年版はスタッフのみで収録し、移動の制約もない。
各駅停車!名前50音の旅（2010年4月13日 - 2010年9月28日）
千原せいじと川田裕美（読売テレビアナウンサー）が南海電鉄高野線・難波駅を出発。各駅ごとに下車して、街の人たちに下の名前を聞いていき、頭文字の1音を集めながら五十音表を埋めていく（ただし、に・ぬ・へならびに、む→あ行のう・わ行のゐ〔い〕→う・ゑ〔え〕→ね・をは除外）。頭文字を1音を集めることができたら次の駅に進むことができる。友人や家族など複数の人から同時に名前を聞いた場合は、その中から一名の名前（埋められる名前が複数いた場合は最初に聞いた人）を選んで埋めていく。だが山間部に入り、乗降客が少なくなっていたことから、せいじの提案により、28駅目の千早口駅以降はホームで声をかけてもよいルールが導入された。最終目的地の南海鋼索線・高野山駅では、川田が一人で「ら」から始まる人を探し出して完結した。
いきなりケータイリレー（2013年11月9日 - 2013年11月30日）
かつて『無添加ですよ!』で行われていた企画を復活させたもの。大阪駅前で一般人にスマートフォンを渡し、京都方面に運んでもらう。適当なところまで進んだところでその人が別の相手を探し、スマートフォンをリレーしていく。京都駅までたどり着けばゴール。
ガリゲル突然もしもし!（2015年1月24日・31日）
大きいシェアハウスにスマートフォンを放置し、人が通りかかったときに呼び出し音を鳴らす。電話を取った人と西野が会話する。会話した人は希望するプレゼントをもらえる。
ラグビー人生ノート（2016年6月19日 - ）
売れていない芸人の「こずまとり」がラグビーの現場を1年間取材して人生が変わるのかというドキュメント。スリムクラブの真栄田賢と元日本代表の冨岡耕児も参加する。

## スタッフ
- 演出：辻章悟（ytv NexTry、以前は、ディレクター）
- ディレクター：中村崇（BINGO）、矢野行美（オフィス・ハイウェイ）、岡本圭央
- 構成：下田雄大、飯野友輔（以前は、リサーチ）、宇野コーヘー
- 技術
  - TP：岸賢俊、中祖信也
  - CAM：津田欣典、福田禎之、中村敦、山地俊和、奥村一彦、福元裕美
  - VE：平井康敬、藤原尉智、園田清隆、菅野龍弥、戸谷三紀、安田進、小松裕太、樫山典寿、本宮健三、三宅凌平
  - AUD：松岡奈央子
- スタジオ技術
  - TP：深谷高史
  - SW：岩田一巳、藤江雅和、木俣希
  - CAM：木俣希、藤江雅和、小池悟志、横山政照、小川利行、宮本直也、池田幸弘、川治諒祐
  - VE：高橋正直、水野博道、谷古宇利勝、山下義子、原啓教、武田和浩
  - MIX：杉山直樹、片山勇、江川祐（片山・江川→以前は、AUD）
  - LD[12]：根健勝広、長谷川英樹
- 編集：御供孝裕、稲塚祐子、中出祐樹、寺田幸二、鬼塚敦、桑原啓樹、佐伯美月
- MA：沖憲明
- 音効：磯川浩己（ytv NexTry）
- 美術デザイン：山本真平（読売テレビ、以前は、デザイン→アートディレクター）
- 美術プロデューサー：永田勝明
- 美術進行：今井隆之
- 番組ロゴ：仲里カズヒロ（studio-pool.com）
- 宣伝：斉藤渉（読売テレビ、2018年6月30日 - ）
- ホームページ：河野美幸
- 制作デスク：宮代さつき
- AP：阿部浩樹
- キャスティング：山本美沙恵（クロスブリード）
- スタッフ協力：オフィス・ネクストジェネレーション（以前は協力と表記）、ytv Nextry（2011年1月までサウンドエフェクトと表記技術部分は以前は技術協力と表記、2015年4月から）、クロスブリード、BINGO、ニューテレス、NiTRO（ニュー・Ni→以前は技術協力と表記）、コスモ・スペース MIRA-ST、MABU（MA→以前は技術協力と表記）
- 制作進行：田村有樹子（以前はプロデューサーと表記）
- アカウントプロデューサー：村岡聡一郎（読売テレビ）
- プロデューサー：藤山高浩（オフィス・ハイウェイ）
- チーフプロデューサー：片岡克也（読売テレビ、2015年8月8日 - ）
- 制作著作：読売テレビ

### 過去のスタッフ
- 企画：西田二郎（読売テレビ、2015年2月7日-6月27日、以前は企画・(総合)演出・CP）
- チーフプロデューサー：前西和成（読売テレビ、2015年2月7日-8月1日）
- プロデューサー：中島恭助・西川義嗣・勝田恒次（読売テレビ）
- ディレクター：鈴木康司（アッシュ）、汐口武史（読売テレビ）、有明雄介、元藤稔（元藤→ytv Nextry）、石田直人（石田→以前は、制作進行）
- AD：日並拓也（アッシュ）、岡憲一郎、高名講平、吉中健（アッシュ）、大塚勇磨、井上亮
- 編成：松本拓也・松本和久（読売テレビ）、西島淳一（読売テレビ、一時離脱も2012年8月10日から2013年7月頃まで担当）、吉田聖（読売テレビ、2013年8月3日-2014年8月2日）、柿本幸一（読売テレビ、2014年8月9日 - 2017年5月頃）
- キャスティング：荒巻由希子（ワイズビジョン）
- 協力プロデューサー：西田治朋（クロスブリード）
- 制作デスク：楠村朋子、山本沙織
- アカウントデスク：高津英泰（読売テレビ）
- メディアプロデュース：古島裕己・並木朝義（読売テレビ）、西川章洋（読売テレビ、2014年8月9日 - 2017年5月頃）
- ホームページ：金澤みゆき（読売テレビ、2015年2月7日 - 2017年5月頃）
- プロモーション→宣伝：山下雄司・横山英治（読売テレビ）、藤本美歩（読売テレビ、以前はメディアプロデュース）、今村紀彦（読売テレビ、2013年7月頃から2014年7月まで、一時離脱も復帰）、瀬野尾光則（読売テレビ）、小林杏奈（読売テレビ、2014年8月9日 - 2017年6月17日、以前はプロモーション）、嶋岡良介（読売テレビ、以前はプロモーション）、乙部恭子（読売テレビ、2017年6月24日 - 2018年6月23日）
- イラスト：山室理恵
- アートディレクター：尾前江美（読売テレビ）
- TP：長瀧淳子・石黒裕二（スタジオ技術）
- 構成：松丸進
- ブレーン：市川雄一、田中宏明
- 監修：倉本美津留、豊田俊一
- 協力：エイデック、ウィズ・ユー、富士ソフトアキバスタジオ、NiTRO Cube
- スタッフ協力：ワイズビジョン（2015年3月まで）、オフィス・ハイウェイ、Yorke、アッシュ
- 技術協力：プログレッソ
- 美術協力：フジアール、東京衣裳、ストロベリーキッズ

## ネット局
| 放送対象地域 | 放送局                    | 系列           | 放送期間                       | 放送日時                     |
| ------------ | ------------------------- | -------------- | ------------------------------ | ---------------------------- |
| 近畿広域圏   | 読売テレビ（ytv）         | 日本テレビ系列 | 2010年4月6日 - 2019年9月29日   | 日曜 0:58 - 1:28（土曜深夜） |
| 鹿児島県     | 鹿児島読売テレビ（KYT）   | 日本テレビ系列 | 2011年10月4日 - 2019年9月26日  | 木曜 1:34 - 2:04（水曜深夜） |
| 広島県       | 広島テレビ（HTV）         | 日本テレビ系列 | 2011年10月6日 - 2019年10月18日 | 金曜 1:29 - 1:59（木曜深夜） |
| 熊本県       | くまもと県民テレビ（KKT） | 日本テレビ系列 | 2012年4月3日 - 2019年10月9日   | 水曜 0:59 - 1:29（火曜深夜） |
| 長崎県       | 長崎国際テレビ（NIB）     | 日本テレビ系列 | 2012年4月4日 - 2019年10月17日  | 木曜 1:29 - 1:59（水曜深夜） |
| 新潟県       | テレビ新潟（TeNY）        | 日本テレビ系列 | 2012年10月7日 - 2019年10月11日 | 金曜 1:29 - 1:59（木曜深夜） |
| 宮城県       | ミヤギテレビ（MMT）       | 日本テレビ系列 | 2013年4月23日 - 2019年9月24日  | 火曜 10:25 - 10:55           |

単発放送
- 青森放送（RAB）：2012年10月8日・15日
- 秋田放送（ABS）：2012年3月24日・31日（前者は『名探偵コナン』、後者は『満天☆青空レストラン』の1時間スペシャルの編成が組まれているものの、18:30から『THE世界遺産』（TBSテレビ）を通常放送するため、前半時間帯の穴埋めとして放送された）
- 琉球放送（RBC、TBS系列）：2012年4月18日・25日
- 山口放送（KRY）：2014年1月18日（日本全国 言われる飯(マンマ)第13・14回(#169・#170)を15:30から1時間でまとめて放送）
- 四国放送（JRT）：2013年4月14日から単発扱い[16][17]で放送開始。日曜13:00 - 13:30に放送することがあった。
- テレビ岩手（TVI）：2017年12月10日（テレビ岩手が企画に参加した「日本全国最高の夕日リレー3」前編・後編を放送[18]）

### 過去のネット局
| 放送対象地域   | 放送局                | 系列                          | 放送期間                       | 放送日時                     |
| -------------- | --------------------- | ----------------------------- | ------------------------------ | ---------------------------- |
| 高知県         | 高知放送（RKC）       | 日本テレビ系列                | 2011年10月4日 - 2012年3月27日  | 水曜 0:29 - 1:29（火曜深夜） |
| 長野県         | テレビ信州（TSB）     | 日本テレビ系列                | 2012年4月3日 - 2013年3月26日   | 水曜 0:59 - 1:29（火曜深夜） |
| 中京広域圏     | 中京テレビ（CTV）     | 日本テレビ系列                | 2012年10月3日 - 2013年10月29日 | 水曜 2:31 - 3:01（火曜深夜） |
| 埼玉県         | テレビ埼玉（TVS）     | 独立局                        | 2012年10月3日 - 2015年9月30日  | 木曜 2:00 - 2:30（水曜深夜） |
| 静岡県         | 静岡第一テレビ（SDT） | 日本テレビ系列                | 2011年10月2日 - 不明           | 木曜 0:59 - 1:29（水曜深夜） |
| 香川県・岡山県 | 西日本放送（RNC）     | 日本テレビ系列                | 2011年10月3日 - 不明           | 金曜 1:24 - 1:54（木曜深夜） |
| 愛媛県         | 南海放送（RNB）       | 日本テレビ系列                | 2012年7月5日 - 不明            | 火曜 1:30 - 2:05（月曜深夜） |
| 福岡県         | 福岡放送（FBS）       | 日本テレビ系列                | 2012年10月4日 - 不明           | 水曜 1:59 - 2:29（火曜深夜） |
| 大分県         | テレビ大分（TOS）     | 日本テレビ系列 フジテレビ系列 | 2013年10月2日 - 不明           | 木曜 1:54 - 2:24（水曜深夜） |
| 神奈川県       | テレビ神奈川（tvk）   | 独立局                        | 2013年10月2日 - 不明           | 土曜 2:00 - 2:30（金曜深夜） |